# Tatra T6
A Tatra T6 a cseh ČKD Tatra vállalat villamoscsaládja. A Tatra T5 típus folytatása volt. A villamosok teljesen acélból hegesztett szerkezettel rendelkeztek, nagy oldalablakokkal és magas mennyezettel. Gyárilag félautomata ESW csatolókkal szerelték fel, amelyek lehetővé tették, hogy két kocsi futhasson egyetlen kollektoron keresztül az elektromos árammal. A belső falakat és a mennyezetet gipszkarton és farostlemez borította, a vezetőfülkét tolóajtó és nagyméretű műszerfal szolgálta ki.
| Altípus | Bevezetve | Hossz  | Szélesség | Magasság |
| ------- | --------- | ------ | --------- | -------- |
| T6A2    | 1985      | 14,5 m | 2,2 m     | 3,11 m   |
| T6A5    | 1991      | 14,7 m | 2,5 m     | 3,165 m  |
| T6B5    | 1983      | 15,3 m | 2,5 m     | 3,145 m  |
| T6C5    | 1998      | 14,7 m | 2,5 m     | 3,165 m  |

## Fordítás
Ez a szócikk részben vagy egészben  a   Tatra T6 című angol Wikipédia-szócikk fordításán alapul.  Az eredeti cikk szerkesztőit annak laptörténete sorolja fel. Ez a jelzés csupán a megfogalmazás eredetét és a szerzői jogokat jelzi, nem szolgál a cikkben szereplő információk forrásmegjelöléseként.